# Lantastic
LANtastic é um sistema de gerenciamento de rede ponto a ponto para DOS, Windows e OS/2. A LANtastic suporta adaptadores de rede Ethernet, ARCNET e Token Ring bem como um adaptador proprietário (hoje obsoleto) de 2 Mbits/segundo. A LANtastic experimentou seu período de maior popularidade pouco antes da chegada do Windows 95, com seu sistema próprio (e sem custo adicional) de rede ponto a ponto. Todavia, a LANtastic continua em produção; a versão actual do sistema é a LANtastic 8.0, que, com algumas restrições, funciona até mesmo com o Windows XP.
A LANtastic foi desenvolvida originalmente pela Artisoft Inc. de Tucson, Arizona, a qual em 2000 foi adquirida pela SpartaCom Technologies (a SpartaCom chama-se agora Converging Technologies).

## Histórico
A ideia responsável pelo sucesso inicial da LANtastic é o conceito de rede ponto a ponto. O conceito havia sido realmente inventado pela IBM, que chegou a lançar um produto chamado PCNet (o qual embora jamais tenha feito grande sucesso, gerou inúmeros sucessores), mas a LANtastic tornou-o popular numa época em que a Novell, com seus dispendiosos servidores dedicados era a líder do mercado. Redes ponto a ponto não precisam de servidores dedicados - qualquer máquina pode ser simultaneamente cliente e servidor. Além deste conceito, a LANtastic empregou outro recurso desenvolvido pela IBM, o protocolo NetBIOS, para rodar o seu software de rede.
Em Maio de 1995, a LANtastic (em sua versão 6.0) ganhou pela quinta vez o prêmio Editors' Choice Award for Small-Business Networks da revista PC Magazine, batendo seus concorrentes diretos Windows for Workgroups 3.11 e POWERLan 3.1. Todavia, em Agosto do mesmo ano, o lançamento do Windows 95 e sua Rede Microsoft (MS Networking) aperfeiçoada, rodando sobre o novo protocolo NetBEUI, tornou a concorrência extremamente desigual. Afinal, a Rede Microsoft, mesmo tendo recursos inferiores aos da LANtastic, era oferecida de graça junto com o Windows 95 - uma estratégia que a Microsoft utilizaria muitas e muitas vezes para assegurar o monopólio de qualquer área que julgasse estratégica para seus negócios.

## Características
Seu suporte multiplataforma permite que uma estação de trabalho cliente acesse qualquer combinação de sistemas operacionais DOS ou Windows, e sua interconectividade possibilita o compartilhamento de arquivos, impressoras, CD-ROMs e aplicativos no ambiente corporativo.

### Sistemas operacionais suportados
- Windows NT 4.0/2000/2003 (Workstation e/ou Servidor)
- Windows XP (com algumas restrições)
- Windows 95/98
- Windows 3.x
- DOS 5.0 (ou superior)

## Requisitos
Especificações mínimas para instalação da LANtastic, recomendadas pelo fabricante:

### Windows NT 4.0/2000
- Processador 486 de 66MHz ou superior
- Windows NT Service Pack 3 (incluído no CD de instalação) ou superior
- 16 MB RAM
- 15 MB de espaço livre no disco rígido
- Leitor de CD-ROM

### Windows 98/95
- Processador 486 ou superior
- 8 MB RAM (16 MB recomendados)
- 12 MB de espaço livre no disco rígido (mínimo)

### Windows 3.x
- Processador 386SX ou superior
- 4 MB RAM (Windows 3.1 ou 3.11 rodando em modo Avançado)
- 10 MB de espaço livre no disco rígido (mínimo)

### DOS
- PC XT ou superior
- 640K RAM (DOS v5.0 ou superior)
- 7 MB de espaço livre no disco rígido (mínimo)

### Requisitos adicionais
- Suporte ao HP JetDirect requer driver NDIS ou ODI
- Suporte SMB requer driver NDIS ou ODI
- Ao menos um leitor de CD-ROM disponível na rede, para instalação